# Sävedalen Big Band
Sävedalen Big Band är ett svenskt storband. Det startades ursprungligen av Roland Flood (1944-2018) och Erik Norström (1935-2019) i slutet av 1970-talet och medlemmar rekryterades ur Partille kommunala musikskola (äldre elever och lärare). Bandet hette då Flood-Norström Big Band.
Efter några år tog Norström helt över ledningen och bandet bytte namn till Sävedalen Big Band. (Sävedalen är en del av Partille kommun där Erik  Norström bodde på den tiden).
Erik Norström flyttade i mitten av 1950-talet från hemstaden Örnsköldsvik till Göteborg för att ingå i Gunnar Johnssons kvintett med bland annat Jan Johansson på piano. Han spelade där med flera av jazzens stora namn som Lars Gullin, Sonya Hedenbratt, Dizzy Gillespie, Oscar Pettiford och Dexter Gordon. 1958–1959 turnerade han med Stan Getz.
1986 tilldelades Norström Jan Johansson-stipendiet för sina insatser inom jazzmusiken. Han har av kritiker lovordats för sin personliga stil, präglad av ”rytmisk balans och en varm, sinnlig ton”.